# Te voy a esperar
«Te voy a esperar» es el tema principal de la película española animada Las aventuras de Tadeo Jones, interpretado por el cantante, DJ y productor musical español Juan Magán y la cantante mexicana Belinda.

## Información
La canción fue coescrita y producida por Juan Magán, aunque la banda sonora de la película está compuesta por Zacarías M. de la Riva, el tema principal es interpretado por Juan Magán junto con Belinda, la cual logró colocarse en el número 1 de las listas de España en iTunes y Spotify. Por otro lado, la BSO de la película cuenta también con canciones de los grupos One Direction y The Monomes. Fue certificado disco de platino en España por la venta de más de 60 000 unidades.
El tema fue lanzado en España el 7 de agosto de 2012, y el 8 de enero de 2013 en México.
La canción aparece como un tema extra en la edición española del disco Catarsis de la cantante Belinda.

## Vídeo
El video musical fue dirigido por Jesús de la Vega, se estrenó el 24 de julio de 2013, en el cual se muestra a Belinda y Juan Magán interpretando el tema, junto con escenas de la película. El video ha sido el más visto en España por YouTube.

## Formatos
| Descarga digital - España |                    |          |  |
| N.º                       | Título             | Duración |  |
| 1.                        | «Te voy a esperar» | 3:35     |  |

| Descarga digital - México, Colombia, Argentina, Brasil, Venezuela, Ecuador, Chile, Perú, Paraguay, Estados Unidos |                    |          |  |
| N.º | Título             | Duración |  |
| 1. | «Te voy a esperar» | 3:13     |  |

| Descarga digital - México |                                      |          |  |
| N.º                       | Título                               | Duración |  |
| 1.                        | «Te voy a esperar»                   | 3:13     |  |
| 2.                        | «Te voy a esperar» (BSO Tadeo Jones) | 3:38     |  |

## Posiciones
| Región  | Lista      | Mejor posición |      |
| 2012    | 2012       | 2012           | 2012 |
| ------- | ---------- | -------------- | ---- |
| Chile   | Top 100    | 40             |      |
| Ecuador | Top 40     | 39             |      |
| España  | PROMUSICAE | 1              |      |

| País            | Lista           | Mejor posición  |                 |
| Fin de año 2012 | Fin de año 2012 | Fin de año 2012 | Fin de año 2012 |
| --------------- | --------------- | --------------- | --------------- |
| España          | PROMUSICAE      | 5               |                 |
| Fin de año 2013 |                 |                 |                 |
| España          | PROMUSICAE      | 30              |                 |

## Historial de lanzamientos
| País           | Fecha                 | Formato          | Ref.   |
| -------------- | --------------------- | ---------------- | ------ |
| España         | 7 de agosto de 2012   | Descarga digital | [ 1 ]  |
| México         | 8 de enero de 2013    | Descarga digital | [ 7 ]  |
| Colombia       | 8 de enero de 2013    | Descarga digital | [ 12 ] |
| Argentina      | 8 de enero de 2013    | Descarga digital | [ 13 ] |
| Brasil         | 8 de enero de 2013    | Descarga digital | [ 14 ] |
| Venezuela      | 8 de enero de 2013    | Descarga digital | [ 15 ] |
| Ecuador        | 8 de enero de 2013    | Descarga digital | [ 16 ] |
| Chile          | 8 de enero de 2013    | Descarga digital | [ 17 ] |
| Perú           | 8 de enero de 2013    | Descarga digital | [ 18 ] |
| Paraguay       | 8 de enero de 2013    | Descarga digital | [ 19 ] |
| Estados Unidos | 26 de febrero de 2013 | Descarga digital | [ 20 ] |

## Premios y nominaciones
| Año  | Premiación                    | Categoría              | Resultado |
| ---- | ----------------------------- | ---------------------- | --------- |
| 2012 | Premios 40 Principales España | Mejor Canción          | Nominada  |
| 2013 | Premios Goya                  | Mejor Canción Original | Nominada  |